# Kazani (jama)
Kazani su naziv za jamu koja se nalazi na području Starog Grada u Sarajevu. Od sredine 1992. do druge polovice 1993. godine na Kazanima su vršena ubojstva mahom srpskih civila, čija su tijela potom bacana u tu jamu. Ove ratne zločine su počinili Mušan Topalović Caco i pripadnici 10. brdske brigade Armije RBiH.

## Povijest
Od sredine 1992. do druge polovice 1993. godine na Kazanima su vršena ubojstva civila, čija su tijela potom bacana u tu jamu. Ubojstva civila su vršili pripadnici 10. brdske brigade Armije RBiH, kojom je komandirao Mušan Topalović zvani Caco. Nebošnjački civili su dovođeni iznad jame gdje su ubijani vatrenim i hladnim oružjem, nakon čega su njihova tijela bacana u jamu. Točan broj ubijenih na Kazanima nije službeno utvrđen.
Ratno izdanje časopisa Dani među prvima je pisalo o zločinima Mušana Topalovića odnosno zločinima nad Srbima u Sarajevu. U izdanju od 29. siječnja 1993. godine Dani na tri stranice donose tekst o stradanju i položaju Srba u Sarajevu. Tom prigodom magazin prenosi kako je službeno utvrđeno 22 slučaja u kojima je ubijeno 39 osoba. Svibnja 1993. godine isti časopis objavljuje intervju s Mušanom Topalovićem Cacom. Novinar Senad Pećanin je u nadnaslovu uz ime sugovornika napisao "strah i trepet".
Dana 26. listopada 1993. godine, Predsjedništvo RBiH, MUP RBiH i Armija RBiH organizirali su Operaciju Trebević 2, s ciljem obračuna s kriminalom u vlastitim redovima i vraćanje odmetnutih vojnih skupina u sustav. Akcija je bila usmjerena protiv komandanta Desete brdske brigade Armije RBiH Mušana Topalovića Cace. Mušan Topalović Caco i njegovi ljudi su prigodom uhićenja ubili devet pripadnika MUP-a RBiH. Šestorica od njih devetorice je ukopano u Velikom parku u Sarajevu. 
Cacini sukrivci su optuženi, ali su im nakon suđenja u Vojnom sudu u Sarajevu izrečene minimalne kazne. Četiri osobe su osuđene na po šest godina zatvora (Esad Tucaković, Zijo Kubat, Refik Čolak, Mevludin Selak), dok je zbog neprijavljivanja kaznenog djela i počinitelja, na po deset mjeseci, osuđeno osam (Senad Hasić, Sabahudin Žiga, Samir Seferović, Omer Tendžo, Esad Raonić, Samir Ljubović, Senad Haračić, Armin Hodžić). Županijski sud u Sarajevu osudio je Asifa Alibašića na četiri godine i tri mjeseca zatvora. Suad Omanović je osuđen prvo na tri godine, potom na godinu dana, a u drugostupanjskom postupku na deset godina zatvora. Sead Kadić je 2006. godine zbog nedostatka dokaza oslobođen. Svi su osuđeni za ubojstva ili pomaganje u ubojstvima, ali ne i za ratne zločine.
Glavnoosumnjičeni Mušan Topalović Caco je ubijen prigodom uhićenja 1993. godine. Pokopan je 2. prosinca 1996. godine u okviru spektakularne dženaze (koju su organizirale Zelene beretke i kojoj je nazočio Bakir Izetbegović) na Šehidskom mezarju Kovači. Time mu je ukazana čast kao herojskom branitelju opkoljenog Sarajeva, čime je s njega istodobno uklonjena stigma zločinca. Prethodni Cacin grob bio je tajna. Njegovom pokopu je nazočilo oko 10.000 ljudi. Jedini koji je prosvjedovao protiv ove dženaze bio je Jovan Divjak koji je u pismu Aliji Izetbegoviću upitao "kako je mogao organizirati pokop ovog kriminalca?". Izetbegović je odgovorio da je morao "zbog sve većeg političkog pritiska", ne preciziravši o čemu se radi. Međutim, sve je ostalo na internom pismu, a Alija Izetbegović se nije distancirao od te manifestacije. Samo prisustvo Bakira Izetbegovića na manifestaciji je shvaćeno kao znak predsjedničkog blagoslova dženaze.
Magazin Dani nakon toga objavljuje zapisnike sa suđenja za zločine. Na taj način će pokrenuti debatu: je li Ceco heroj ili zločinac? Autori tekstova u Danima, Senad Pećanin i Vildana Selimbegović, dobivali su stalne prijetnje zbog ovih tekstova, a i bomba je eksplodirala pred redakcijom.
Do 2020. godine na zidu osnovne škole Edhem Mulabdić u sarajevskom naselju Bistrik, Mušanu Topaloviću Caci je bila podignuta spomen-ploča, koja je na UDIK-ovo inzistiranje uklonjena.
Simbol pravnih procesa u vezi s Kazanima postao je proces protiv jednog pripadnika 10. brdske brigade Armije RBiH, Samira Bejtića, koji je započeo 2002. godine, u kojem zločini nisu okvalificirani kao ubojstva, nego kao ratni zločini. Godine 2004., zbog ratnih zločina na Kazanima osuđen je na 14 i pol godina zatvora. Međutim, tu presudu je poništio revizijski sud, a u obnovljenom sudskom postupku Bejtić je 2008. godine oslobođen optužbi, na što je županijskog Tužiteljstvo ponovno uložilo žalbu. Proces protiv Bejtića je još uvijek u tijeku.

### Žrtve
Za vrijeme rata, u Republici Srpskoj su kružili brojevi od 10.000 do 20.000 ubijenih Srba. U opkoljenom Sarajevu, Tužiteljstvo je u siječnju 1993. godine časopisu Dani iznijelo podatak da je u prvih osam mjeseci rata prijavljeno 39 ubojstava srpskih civila; za razdoblje između 5. travnja 1992. i 31. prosinca 1994. godine, Centar službi sigurnosti Sarajevo govorio je o 291 registriranoj ubijenoj osobi u opkoljenom Sarajevu, od čega se u najmanje 110 slučajeva radilo o Srbima. Predstavnici Srpskog građanskog vijeća u sarajevskim medijima su govorili o "oko dvije tisuće, možda i tri tisuće Srba" koji su tijekom rata navodno ubijeni u opkoljenom Sarajevu; službene institucije u Sarajevu energično su osporavale te izjave, odbacujući ih kao neozbiljne.
Broj ubijenih na Kazanima nikada nije utvrđen i predmet je čestih rasprava. U javnosti postoji mišljenje da Kazani nikada nisu do kraja pretraženi, jer su ubijene žrtve bacane u jamu, posipane vapnom, te da postoji nekoliko slojeva koji nikada nisu do kraja iskopani. Nije poznato ni koliko je tijela na tom mjestu i spaljeno. Godine 1993. žrtve ubijene na Kazanima su ekshumirane na lokalitetima Kazani, Gaj i Grm Maline. Svi lokaliteti se nalaze na području općine Stari Grad. Nakon što su ekshumirane, žrtve su ukopane u pojedinačne grobnice s obilježenim drvenim nadgrobnim N.N. oznakama na Pomoćnom stadionu Koševo u Sarajevu. Na Pomoćnom stadionu Koševo u studenom 1998. godine reekshumirani su posmrtni ostaci u 28 vreća i forenzičkom analizom je utvrđeno da je riječ o najmanje 23 žrtve, s tim da su se u jednoj vreći nalazile i životinjske kosti. 
Do 2022. je identificirano ukupno 15 žrtava. Riječ je o pet žrtava ženskog i deset žrtava muškog spola, starosti od 27 do 66 godina. Riječ je o dvije žrtve ukrajinske, dvije žrtve hrvatske, jedna žrtva bošnjačke i deset žrtava srpske nacionalnosti. Spisak žrtava koje su ekshumirane u studenom 1998. godine na lokalitetu Pomoćni stadion Koševo, a prethodno pronađenih na Kazanima 1993.: Nevenka Bošković, Marko Bošković, Stojan Žuža, Novka Lemez, Dragomir Ćeranić, Ana Lavriv, Vasilj Lavriv, Predrag Šalipur, Duško Jovanović, Mileva Drašković, Ago Šteta, Marina Komljenac. Na Kazanima je pronađeno i ukopano u toku rata i nekoliko lica koja nisu u evidenciji nestalih osoba, a to su: Ranko Frankić, Branislav Radosavljević i Branislav Blagojević. Još uvijek se kao nestale vode tri žrtve srpske nacionalnosti. Po presudi Kantonalnog suda u Sarajevu, a na temelju svjedočenja i priznanja osuđenih, utvrđeno je da su nestali na Kazanima: Ergin Nikolić, Zoran Vučurović i Radoslav Komljenac. 
Na spomenuta dva lokaliteta Gaj i Grm maline pronađeno je ukupno sedam žrtava, od toga pet na lokalitetu Gaj i dvije žrtve na lokalitetu Grm maline. S Pomoćnog stadiona Koševo identificirani su majka i sin Ljeposava i Duško Pešić, potom Kosta Vrančić i Stevo Drakulić pronađeni na lokalitetu Gaj i Slobodan Minić, pronađen na lokalitetu Grm maline. Također, 2012. u Institut za nestale osobe BiH je stigao DNK nalaz na Zoran ili Miodrag Vučurović, a riječ je o dva brata koja su nestala na području Sarajeva, a krv za DNK analizu dao je otac pa se ne može sa sigurnošću utvrditi o kojem bratu je riječ, te do danas nije ni identificiran. Još uvijek postoji određen broj ekshumiranih, a neidentificiranih žrtava. Tako postoji sedam izolovanih DNK profila, ali nema podudaranja s uzorcima krvi.

### Sjećanje
Za razliku od drugih mjesta koja je dobila prihvatljivu medijsku pozornost pokolji na Kazanima su ostali gotovo prešućeni, pa su i dvadeset godina nakon toga u bosanskohercegovačkoj javnosti ostali nepoznati. 
Godine 2001. Alija Izetbegović u jednom intervjuu izjavio: Caco je bio "heroj i zločinac". Ova izjava je postala slavna, pa se na osnovu nje razvio jedan od standardnih diskursa o Mušanu Topaloviću Caci, ali su je istodobno žestoko kritizirali i još uvijek je kritiziraju prvenstveno liberalni mediji u Sarajevu.
Svetozar Pudarić je kao potpredsjednik Federacije BiH u svome mandatu od 2011. do 2015. godine redovito odlazio na Kazane. Alija Behmen, tadašnji gradonačelnik Sarajeva, prihvatio je 2012. godine ideju o spomen-obilježju i osnovana je komisija koja je trebala organizirati pozivni natječaj za idejno rješenje. Pudarić je izdvojio i novac za ovu namjenu. Njegov nasljednik na dužnosti Milan Dunović nastavio je započeti posao. Bakir Izetbegović je 2016. - kao član Predsjedništva BiH - odao počast žrtvama na Kazanima. Na ovaj događaj, koordinator UDIK-a Edvin Kanka Ćudić je odgovorio, da "Bakir Izetbegović ne bi posjetio Kazane da nije bilo nas", pri tome aludirajući na značaj prethodnih aktivnosti UDIK-a u svrhu komemoriranja ubijenih na Kazanima.
UDIK je prva nevladina organizacija koja je 2014. i 2015. godine u Sarajevu javno organizirala prosvjed protiv zaborava ovog zločina. Od tada ova organizacija traži podizanje spomen-obilježja, a od 2017. godine i podizanje spomenika žrtvama ovog zločina u središtu Sarajeva. Ista organizacija se bavila i istraživanjem ovog ratnog zločina. Godine 2016. i 2020. UDIK je objavio dokumente Županijskog suda u Sarajevu o ovom ratnom zločinu. Edvin Kanka Ćudić, koordinator UDIK-a, 2016. godine je prigodom predstavljanja knjige rekao, da u Sarajevu još uvijek nema političke volje za izgradnju spomenika posvećenog žrtvama ovog ratnog zločina. Ovaj aktivista za ljudska prava je u par navrata u povodu godišnjice Kazana objavljivao tekstove u beogradskom listu Danas i sarajevskom Oslobođenju, kao dio UDIK-ove kampanje zagovaranja spomenika žrtvama ovog ratnog zločina. Također, i Vildana Selimbegović je svake godine po nekoliko puta svojim tekstovima podsjećala javnost na potrebu izgradnje spomenika žrtvama. 
Godine 2020. UDIK je okupio organizacije: Mrežu za izgradnju mira, Forum ZFD BiH i Centar za nenasilnu akciju Sarajevo, s kojima je zajedno 5. listopada pozvao Grad Sarajevo na podizanje spomenika žrtvama ubijenim na Kazanima u središtu Sarajeva. "Takav spomenik bi kao mjesto sjećanja na simboličan način pokazao da je Sarajevo, koje je pretrpilo najdužu opsadu grada i iskustvo najsvirepijih ubojstava civila tijekom opsade, spremno osuditi zločin u vlastitim redovima i započeti proces javnog konstruktivnog suočavanja s prošlošću. Time bi jasno dali do znanja da u Sarajevu nema 'ali'", navedeno je tom prilikom u priopćenju. Iste organizacije su te godine na obljetnicu Kazana organizirale komemoraciju, koja se održala ispred Vječne vatre u Sarajevu. Komemoraciji su se odazvali i građani Sarajeva, među kojima su najpoznatiji bili Vildana Selimbegović i Husnija Kamberović.

### Spomenik
Gradsko vijeće Grada Sarajeva je u prosincu 2020. godine uvrstilo spomen-obilježje žrtvama na Kazanima u plan spomenika koje će financirati i graditi u 2021. godini. Edvin Kanka Ćudić je pozdravio tu odluku, ali izrazio i sumnju da će spomenik biti izgrađen naredne godine.
Promjenom gradske vlasti i dolaskom Benjamine Karić za gradonačelnicu Sarajevu, bez konsultancija za predstavnicima žrtava i civilnog društva, Grad Sarajevo je svibnja 2021. raspisao konkurs za izradu idejnog rješenja spomenika žrtvama ubijenim na Kazanima. Zbog toga je Slobodanka Macanović, kao predstavnica žrtava i kćerka bračnog para koji su ubijeni na Kazanima, uputila otvoreno pismo Benjanimi Karić, tražeći od nje, da se spomenik ubijenim žrtvama napravi pored Kazana i u centru grada. Ovo pismo je podržalo 11 javnih osoba (među kojima su bili Vildana Selimbegović i Alban Ukaj) i pet nevladinih organizacija (UDIK, CDTP, Mreža za izgradnju mira, Centar za mlade Kvart i forumZDF). Macanović joj je to prilikom gradonačelnici predložila i sastanak, što je Benjanima Karić naposljetku ignorirala.
Konkurs za idejno rješenje spomenika žrtavama ubijenim na Kazanima je poništen zbog proceduralnih grešaka 29. srpnja 2021. godine. U rujnu mjesecu iste godine Benjamina Karić je održala sastanak s predstavnicima nevladinih organizacija. Međutim, nije došlo do jedinstvenog stava. Kada je Karić predložila tekst na kojem neće pisati tko je počinitelj ratnih zločina na Kazanima, prisutni su odbili da joj pruže podršku. Predložili su joj neka druga rješenja, ali je sarajevska gradonačelnica sve odbila.
Gradsko vijeće Sarajeva je na održanoj sjednici 29. rujna usvojilo Nacrt odluke, a već sljedećeg dana UDIK je objavio priopćenje u kome su izrazili protivljenje ovakvom Nacrtu. Ova nevladina organizacija je 4. listopada uputila amandman u javnu raspravu, tražeći od Gradskog vijeća nekoliko izmjena u Nacrtu odluke. Primjedbe su se odnosile na godinu stradanja žrtava, broj ubijenih i počinitelje tih zločina. Dana 8. listopada, Naša stranka je također uputila amandman, u kojem je kao i UDIK zatražila navođenje počinitelja na spomeniku.
Komisija za spomenike Gradskog vijeća je usvojila samo jednu UDIK-ovu točku, i to onu koja se odnosi na godinu stradanja žrtava, da te u konačnici na spomeniku treba pisati "Kazani 1992. – 1993.", a ne kako je bilo predloženo: "Kazani 1992. – 1994". Sve ostale primjedbe UDIK-a i Naše stranke, komisija je odbacila. To je izazvalo oštru javnu polemiku, pa je Naša stranka u konsultacijama s UDIK-om, Edinom Omerčićem, Vildanom Selimbegović, Dinom Mustafićem i Žarkom Papićem predložila novi amandan, u kojem je naglašen počinitelj i da broj žrtava ubijenih na tom lokalitetu nije konačan. S druge strane, Savez udruga dobitnika najvećih ratnih priznanja Zlatni ljiljan i Zlatna policijska značka, Savez udruga boraca Patriotske lige BiH, Udruga generala Bosne i Hercegovine, te županijski odbori SDA i SDP podržali su odluku Karićeve da na spomeniku ne piše tko je počinitelj zločina. U žestokoj polemici javnosti, u Oslobođenju su se počele pojavljivati čitulje koje su objavljivali članovi obitelji ubijenih na Kazanima, a čija imena se neće naći na budućem spomeniku, dok je Udruga Bosnae – Zelene beretke u Dnevnom avazu objavila čitulju posvećenu Mušanu Topaloviću Caci.
Amandman Naše stranke je odbačen 29. listopada, na sjednici Vijeća, kada je i usvojen Prijedlog Odluke o spomen-obilježju Kazani. Na istoj sjednici usvojen je novi datum za obilježavanje zločina na Kazanima, 9. studeni, umjesto prijašnjeg 26. listopada, kojim se neformalno obilježavala godišnjica ovih zločina.
Dana 12. studenog, Gradska uprava Sarajeva je u tajnosti postavila spomenik na Kazanima, a 15. studenog Benjamina Karić, Milan Dunović i Christian Schmidt su otkrili spomenik. Na otvaranju spomenik nije bio prisutan nitko od obitelji žrtava, niti su bile prisutne organizacije koje su se zalagale za izgradnju ovog spomenika.
Edvin Kanka Ćudić je tom prilikom za Oslobođenje izjavio, da je "vlast (na Kazanima) sebi podigla spomenik".

## Vanjske poveznice
- BH Dani  Arhivirana inačica izvorne stranice od 31. kolovoza 2018. (Wayback Machine) Kazani: posljednja priča (boš.)